# Leptogenys titan
Leptogenys titan es una especie de hormiga del género Leptogenys, subfamilia Ponerinae.

## Taxonomía
Esta especie fue descrita científicamente por Boltonen  1975.